# Europees kampioenschap voetbal vrouwen onder 19 - 2024
Het Europees kampioenschap voetbal vrouwen onder 19 van 2024 was de 21ste editie van het Europees kampioenschap voetbal vrouwen onder 19, dat jaarlijks wordt georganiseerd door de UEFA voor alle Europese nationale vrouwenploegen onder 19 jaar. Litouwen werd op 6 december 2024 door de UEFA aangeduid als gastland.  Enkel speelsters die geboren zijn op of na 1 januari 2005 waren speelgerechtigd.
Acht landen namen deel aan het toernooi: gastland Litouwen, de zeven poulewinnaars van een eliteronde in de lente van 2024. Elke wedstrijd duurde 90 minuten, verdeeld over twee helften van 45 minuten, met een pauze van 15 minuten.
De vier halvefinalisten plaatsten zich tevens voor het Wereldkampioenschap voetbal vrouwen onder 20 van 2025.
Spanje was de titelhouder door in 2023 Duitsland na penalty's te verslaan. Het wist haar titel met succes te verdedigen.

## Kwalificaties
52 nationale ploegen streden tijdens de kwalificaties gespreid over twee ronden voor de resterende zeven plaatsen op het toernooi.

### Gekwalificeerde landen
| # | Land      | Gekwalificeerd als          | Beste prestatie                              |
| - | --------- | --------------------------- | -------------------------------------------- |
| 1 | Litouwen  | Gastland                    | Debuut                                       |
| 2 | Spanje    | Winnaar kwalificatiegroep 1 | Winnaar (2004, 2017, 2018, 2022, 2023)       |
| 3 | Ierland   | Winnaar kwalificatiegroep 2 | Halve finale (2014)                          |
| 4 | Engeland  | Winnaar kwalificatiegroep 3 | Winnaar (2009)                               |
| 5 | Frankrijk | Winnaar kwalificatiegroep 4 | Winnaar (2003, 2010, 2013, 2016, 2019)       |
| 6 | Servië    | Winnaar kwalificatiegroep 5 | Groepsfase (2012)                            |
| 7 | Nederland | Winnaar kwalificatiegroep 6 | Winnaar (2014)                               |
| 8 | Duitsland | Winnaar kwalificatiegroep 7 | Winnaar (2000, 2001, 2002, 2006, 2007, 2011) |

## Groepsfase

### Groep A
| Pos | Team         | Wed | W | G | V | Ptn | DV | DT | +/− | Kwalificatie                         |
| --- | ------------ | --- | - | - | - | --- | -- | -- | --- | ------------------------------------ |
| 1   | Engeland     | 3   | 2 | 1 | 0 | 7   | 12 | 1  | +11 | Halve finales en WK vrouwen onder 20 |
| 2   | Frankrijk    | 3   | 2 | 0 | 1 | 6   | 9  | 2  | +7  | Halve finales en WK vrouwen onder 20 |
| 3   | Servië       | 3   | 1 | 1 | 1 | 4   | 6  | 5  | +1  |                                      |
| 4   | Litouwen (G) | 3   | 0 | 0 | 3 | 0   | 1  | 20 | −19 |                                      |

|                            |                                       |         |                    |                                                     |
| 14 juli 2024 13:00 (UTC+2) | Frankrijk                             | 3 – 1   | Servië             | Jonavastadion, Jonava Scheidsrechter: Olivia Tschon |
| 14 juli 2024 13:00 (UTC+2) | Robillard 66' Rossi 83' Sangare 90+2' | Verslag | 34' (pen.) Matejić | Jonavastadion, Jonava Scheidsrechter: Olivia Tschon |

|                            |          |         |                                                                                        |                                                                        |
| 14 juli 2024 16:00 (UTC+2) | Litouwen | 0 – 10  | Engeland                                                                               | S. Dariaus- en S. Girėnostadion, Kaunas Scheidsrechter: Emanuela Rusta |
| 14 juli 2024 16:00 (UTC+2) |          | Verslag | 5', 39', 46' Pritchard 12' Watson 14', 24', 55' Agyemang 57' Lia 68' Potter 90+3' Earl | S. Dariaus- en S. Girėnostadion, Kaunas Scheidsrechter: Emanuela Rusta |

|                            |             |         |                    |                                                          |
| 17 juli 2024 13:00 (UTC+2) | Servië      | 1 – 1   | Engeland           | Sūduvastadion, Marijampolė Scheidsrechter: Minka Vekkeli |
| 17 juli 2024 13:00 (UTC+2) | Matejić 68' | Verslag | 90' (pen.) Enderby | Sūduvastadion, Marijampolė Scheidsrechter: Minka Vekkeli |

|                            |          |         |                                                                               |                                                                     |
| 17 juli 2024 17:00 (UTC+2) | Litouwen | 0 – 6   | Frankrijk                                                                     | S. Dariaus- en S. Girėnostadion, Kaunas Scheidsrechter: Réka Molnár |
| 17 juli 2024 17:00 (UTC+2) |          | Verslag | 19', 30', 40' Robillard 45' Coutel 64' Lushimba Bilombi 90' (pen.) Ben Khaled | S. Dariaus- en S. Girėnostadion, Kaunas Scheidsrechter: Réka Molnár |

|                            |                                    |         |               |                                                                              |
| 20 juli 2024 17:00 (UTC+2) | Servië                             | 4 – 1   | Litouwen      | S. Dariaus- en S. Girėnostadion, Kaunas Scheidsrechter: Anastasia Mylopoulou |
| 20 juli 2024 17:00 (UTC+2) | Matejić 4', 33', 90+7' Babić 90+4' | Verslag | 14' Jasaityte | S. Dariaus- en S. Girėnostadion, Kaunas Scheidsrechter: Anastasia Mylopoulou |

|                            |               |         |           |                                                         |
| 20 juli 2024 17:00 (UTC+2) | Engeland      | 1 – 0   | Frankrijk | Jonavastadion, Jonava Scheidsrechter: Caroline Lanssens |
| 20 juli 2024 17:00 (UTC+2) | Pritchard 78' | Verslag |           | Jonavastadion, Jonava Scheidsrechter: Caroline Lanssens |

### Groep B
| Pos | Team      | Wed | W | G | V | Ptn | DV | DT | +/− | Kwalificatie                         |
| --- | --------- | --- | - | - | - | --- | -- | -- | --- | ------------------------------------ |
| 1   | Nederland | 3   | 2 | 1 | 0 | 7   | 4  | 1  | +3  | Halve finales en WK vrouwen onder 20 |
| 2   | Spanje    | 3   | 1 | 1 | 1 | 4   | 2  | 1  | +1  | Halve finales en WK vrouwen onder 20 |
| 3   | Duitsland | 3   | 1 | 1 | 1 | 4   | 3  | 4  | −1  |                                      |
| 4   | Ierland   | 3   | 0 | 1 | 2 | 1   | 1  | 4  | −3  |                                      |

|                            |         |       |         |                                                             |
| 15 juli 2024 13:00 (UTC+2) | Spanje  | 0 – 0 | Ierland | Sūduvastadion, Marijampolė Scheidsrechter: Michalina Diakow |
| 15 juli 2024 13:00 (UTC+2) | Verslag |       |         | Sūduvastadion, Marijampolė Scheidsrechter: Michalina Diakow |

|                            |              |         |            |                                                         |
| 15 juli 2024 17:00 (UTC+2) | Nederland    | 1 – 1   | Duitsland  | Jonavastadion, Jonava Scheidsrechter: Silvia Gasperotti |
| 15 juli 2024 17:00 (UTC+2) | Huizenga 90' | Verslag | 75' Krüger | Jonavastadion, Jonava Scheidsrechter: Silvia Gasperotti |

|                            |             |         |                           |                                                            |
| 18 juli 2024 17:00 (UTC+2) | Ierland     | 1 – 2   | Duitsland                 | Jonavastadion, Jonava Scheidsrechter: Anastasia Mylopoulou |
| 18 juli 2024 17:00 (UTC+2) | O'Leary 32' | Verslag | 71' Schetter 77' Portella | Jonavastadion, Jonava Scheidsrechter: Anastasia Mylopoulou |

|                            |               |         |        |                                                              |
| 18 juli 2024 17:00 (UTC+2) | Nederland     | 1 – 0   | Spanje | Sūduvastadion, Marijampolė Scheidsrechter: Caroline Lanssens |
| 18 juli 2024 17:00 (UTC+2) | Keukelaar 87' | Verslag |        | Sūduvastadion, Marijampolė Scheidsrechter: Caroline Lanssens |

|                            |         |         |                          |                                                          |
| 21 juli 2024 13:00 (UTC+2) | Ierland | 0 – 2   | Nederland                | Sūduvastadion, Marijampolė Scheidsrechter: Olivia Tschon |
| 21 juli 2024 13:00 (UTC+2) |         | Verslag | 18' Woons 61' Van Koppen | Sūduvastadion, Marijampolė Scheidsrechter: Olivia Tschon |

|                            |           |         |                             |                                                   |
| 21 juli 2024 13:00 (UTC+2) | Duitsland | 0 – 2   | Spanje                      | Jonavastadion, Jonava Scheidsrechter: Réka Molnár |
| 21 juli 2024 13:00 (UTC+2) |           | Verslag | 14' Bejerano 86' Comendador | Jonavastadion, Jonava Scheidsrechter: Réka Molnár |

## Knock-outfase

### Halve finales
|                            |             |         |                                     |                                                             |
| 24 juli 2024 13:00 (UTC+2) | Engeland    | 1 – 3   | Spanje                              | Sūduvastadion, Marijampolė Scheidsrechter: Michalina Diakow |
| 24 juli 2024 13:00 (UTC+2) | Enderby 47' | Verslag | 25' Agote 45' Comendador 69' Arques | Sūduvastadion, Marijampolė Scheidsrechter: Michalina Diakow |

|                            |                       |         |           |                                                                        |
| 24 juli 2024 17:00 (UTC+2) | Nederland             | 2 – 0   | Frankrijk | S. Dariaus- en S. Girėnostadion, Kaunas Scheidsrechter: Emanuela Rusta |
| 24 juli 2024 17:00 (UTC+2) | Woons 19' Tolhoek 42' | Verslag |           | S. Dariaus- en S. Girėnostadion, Kaunas Scheidsrechter: Emanuela Rusta |

### Finale
|                            |                          |              |             |                                                                                             |
| 27 juli 2024 17:00 (UTC+2) | Spanje                   | 2 – 1 (n.v.) | Nederland   | S. Dariaus- en S. Girėnostadion, Kaunas Toeschouwers: 977 Scheidsrechter: Silvia Gasperotti |
| 27 juli 2024 17:00 (UTC+2) | Marisa 6' Eguiguren 118' | Verslag      | 59' Tolhoek | S. Dariaus- en S. Girėnostadion, Kaunas Toeschouwers: 977 Scheidsrechter: Silvia Gasperotti |

## Statistieken

### Doelpuntenmakers
5 doelpunten
- Nina Matejić

4 doelpunten
- Poppy Pritchard
- Camille Robillard

3 doelpunten
- Michelle Agyemang

2 doelpunten
- Mia Enderby
- Danique Tolhoek
- Karlijn Woons
- Paula Comendador

1 doelpunt
- Melina Krüger
- Laila Portella
- Leonie Schetter
- Madison Earl
- Vivienne Lia
- Alexia Potter
- Katy Watson
- Nermyne Ben Khaled
- Charline Coutel
- Landryna Lushimba Bilombi
- Fanny Rossi
- Wassa Sangare
- Lia O'Leary
- Karolina Jasaityte
- Hanna Huizenga
- Lotte Keukelaar
- Mirte van Koppen
- Milica Babić
- Daniela Agote
- Daniela Arques
- Noemi Bejarano
- Marisa
- Intza Eguiguren